# Keiko Lee
Keiko Lee (Handa, ...) è una cantante giapponese di origine coreana.

## Biografia
È una vocalist attiva dagli anni novanta, specializzata nella reinterpretazione di celebri brani jazz, blues, swing e pop (fra gli altri: Summertime, Imagine, My Way, Stand by Me e What a Wonderful World).
Ha iniziato la carriera come pianista jazz nei nightclub di Nagoya.
Incide per la Sony/BMG Japan.

## Discografia parziale
- Imagine 1995
- Kickin' It 1996
- Beautiful Love 1997
- It's Love 1998
- What A Wonderful World 1999
- Day Dreaming 1999
- Keiko Lee Live 1999
- A letter from Rome 2000
- Wonder Of Love 2001
- Voices 2002
- Keiko Lee Sings Super Standards 2002
- Vitamin K 2003
- But Beautiful 2004
- Who's Screamin' 2004
- Voices Again 2005
- Live at Basie with Hank Jones 2006
- In Essence 2007
- Another Side of Keiko Lee 2008
- Delight 2008
- Fragile 2009
- Smooth 2010